# Portugal (Schiff, 1940)
Die Portugal war eine 1940 in Portugal gebaute Nachbildung einer Nao des 17. Jahrhunderts, die in der „Ausstellung der Portugiesischen Welt“ in Lissabon 1940 als Exponat diente. Durch einen Sturm wurde das Schiff 1941 schwer beschädigt, anschließend zu einem Seeleichter umgebaut und 1952 abgewrackt.

## Geschichte
Auf Anregung des Künstlers José Leitão de Barros sollte auf der für 1940 geplanten Exposição do Mundo Português (Ausstellung der portugiesischen Welt, auch portugiesische Kolonialausstellung) der Nachbau eines historischen Schiffes integriert werden, wie sie auf der Carreira da India zwischen Portugal und Indien gesegelt war. Die Exposição do Mundo Português war ein Prestigeobjekt des Estado Novo und fand vom 23. Juni bis 2. Dezember 1940 im Lissabonner Stadtteil Belém statt, bei der die großen Errungenschaften der Geschichte Portugals, seiner Wirtschaft, seiner Werte gepriesen wurden und damit als Propaganda für den Estado Novo nutzte.
Der Nachbau der Galeone sollte an die frühere Größe des Landes erinnern und nach der Ausstellung als schwimmende Ausstellungsfläche sowie Werbeträger für das Land auf Reise geschickt werden. Die Gesamtleitung der Arbeiten übernahm José Leitão de Barros selbst, die archäologischen Untersuchungen führte Jaime Martins Barata durch und die Berechnungen stammten von Quirino da Fonseca.
Für den Bau des als Nao bezeichneten, aber als Galeone konzipierten Schiffes wurde die Werft Estaleiros Mónica im nordportugiesischen Gafanha da Nazaré ausgewählt. Sie galt im Land als die erfahrenste und renommierteste Werft für den Bau hölzerner Schiffe und hatte insbesondere viele der Fischereischoner gebaut, die im Nordatlantik im Kabeljaufang eingesetzt wurden. Ein Datum für die Kiellegung ist nicht überliefert, der Stapellauf sollte am 7. Juli 1940 stattfinden. Die gerade auf den Namen Portugal getaufte Nao lief von der Helling und kenterte vor den Augen der Zuschauer und laufender Kameras. Dies wurde später auf Konstruktionsmängel in den an die Werft gelieferten Plänen zurückgeführt.

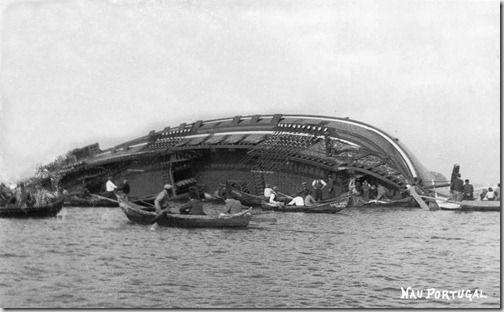
Die beim Stapellauf 1940 gekenterte Portugal

Die Portugal war 42,57 Meter lang, 11,48 Meter breit und hat einen Tiefgang von 4,52 Metern. Die mit 1300 Tonnen Verdrängung vermessene Galeone war als dreimastiges Vollschiff getakelt, wurde aber in ihrer Geschichte niemals gesegelt. Das Schiff war nach dem Vorbild einer Galeone des 17. Jahrhunderts mit 48 Bronzekanonen ausgerüstet und war innen sowie außen reich dekoriert mit Heiligenstatuen und Schnitzereien, die aus portugiesischen Klöstern, Kirchen und Museen stammten.
Das gekenterte Schiff wurde in den Wochen nach dem Unglück gehoben und repariert. Am 2. September 1940 wurde sie nach Belém geschleppt, am Ausstellungsgelände am Tejo verankert und am 7. September offiziell eingeweiht.
Bis zum Ende der Ausstellung war die Portugal Ausstellungsfläche. Auf ihren Decks fanden mehrere Ausstellungen statt, unter anderen mit Beispielen portugiesischer Goldmünzen, zu Diamanten aus der damaligen Kolonie Angola und zu Portwein. Das Hauptdeck beherbergte einen „Kaufmannsflügel“ mit Wandteppichen, Juwelen, Silber, Antiquitäten, Elfenbein und orientalischen Stoffen aus Indien. Im Unterdeck wurden zwei Weinkeller eingerichtet und am Bug befand sich ein luxuriöses Restaurant, das als offizieller Empfangsraum für ausländische Delegationen diente.
Nach dem Ende der Weltausstellung am 2. Dezember 1940 blieb die Nau in Belém angedockt und wartete auf eine weitere Verwendung. Bei einem heftigen Sturm am 15. Februar 1941 wurde das Schiff entmastet und so schwer beschädigt, dass eine Reparatur in der ursprünglichen Form nicht mehr in Erwägung gezogen wurde. Das Schiff wurde an die Companhia Colonial de Navegação verkauft, die dringend benötigten Schiffsraum suchte.
Die neue Eigentümer ließ das hölzerne Schiff auf der Estaleiros Mónica zu einem Seeleichter umbauen, was sein Aussehen völlig veränderte. Die Companhia Colonial setzte das in Nazaré umbenannte Schiff im Küstenverkehr zwischen Porto und Lissabon ein. 1952 schließlich wurde das Schiff in Xabregas abgewrackt.